# Мугуруса, Гарбинье
Гарби́нье Мугуру́са Бла́нко (исп. Garbiñe Muguruza Blanco; род. 8 октября 1993, Гуатире, Миранда) — испанская теннисистка; победительница двух турниров Большого шлема в одиночном разряде (Открытый чемпионат Франции-2016 и Уимблдон-2017), финалистка двух турниров Большого шлема в одиночном разряде (Уимблдон-2015, Открытый чемпионат Австралии-2020); победительница одного Итогового турнира WTA в одиночном разряде (2021); победительница 15 турниров WTA (из них десять в одиночном разряде); бывшая первая ракетка мира в одиночном и десятая ракетка мира в парном разрядах.

## Общая информация
Родители Гарбинье родом из разных стран: её мать Скарлетт Бланко — гражданка Венесуэлы, а отец Хосе Антонио Мугуруса — родом из Страны Басков. До шести лет Гарбинье жила в Южной Америке и лишь затем переселилась в Испанию. У неё есть два брата — Асьер и Игорь (на 10 и 11 лет старше).
Занимается теннисом с трёх лет. Любимое покрытие — хард, любимый удар — подача.
Гарбинье обладает мощной подачей и сильными ударами с обеих рук. На корте испанка предпочитает максимально агрессивные действия, также обладая неплохой скоростью передвижения по площадке.

## Спортивная карьера

### Начало карьеры

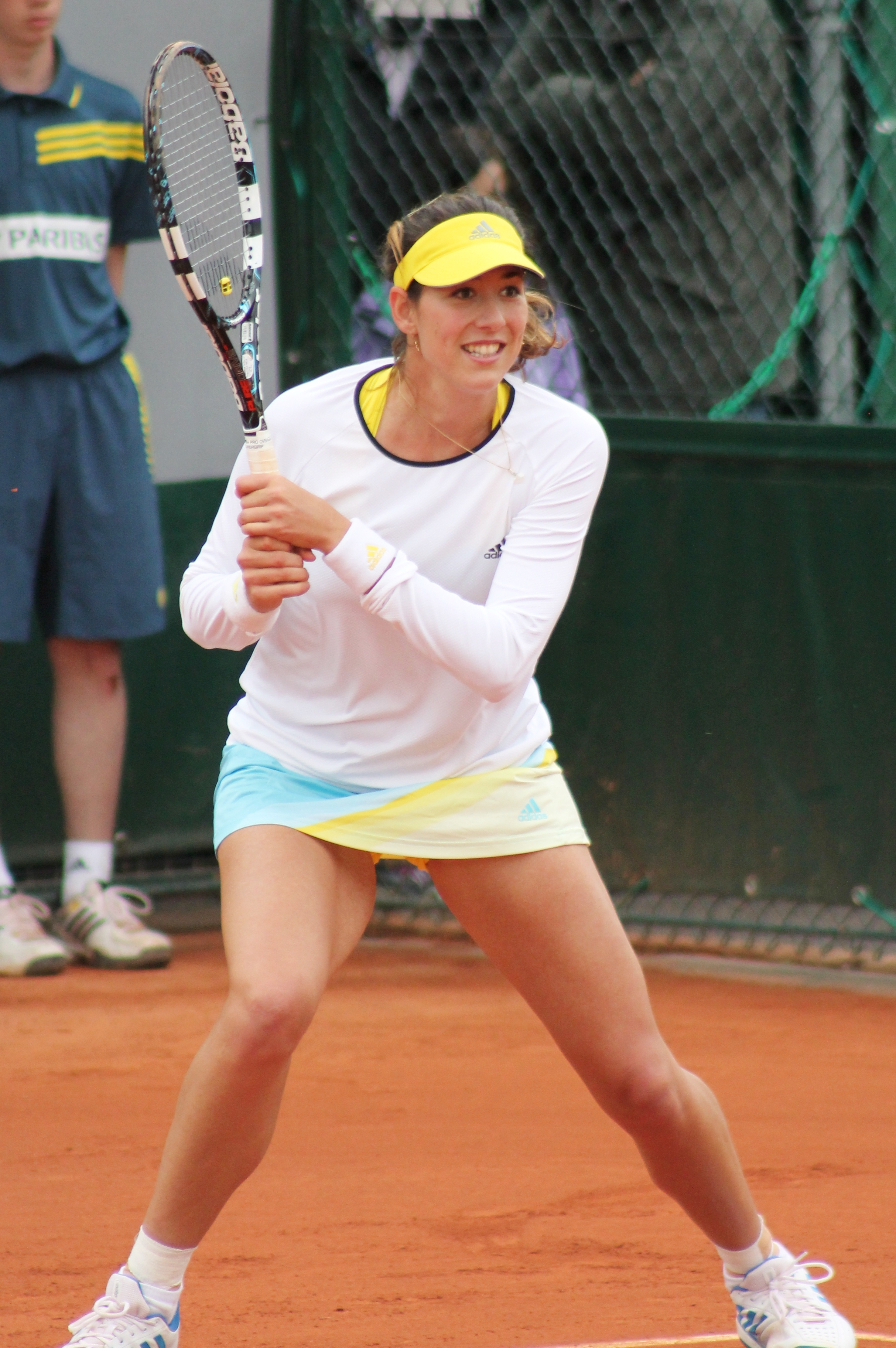
Мугуруса на Открытом чемпионате Франции 2013 года

В 2009 году Мугуруса выиграла первые титулы на турнирах ITF в одиночном и парном разряде. В 2010 году выигрывает ещё один одиночный титул ITF, а в 2011 году ещё три титула. В марте 2012 выиграла 25-тысячник ITF во Флориде и получила специальное приглашение на турнир в Майами. Дебют в WTA-туре Гарбинье удался. Она смогла выиграть три матча у таких теннисисток как: Аюми Морита, Вера Звонарёва (№ 9 в мире) и Флавия Пеннетта и выйти в четвёртый раунд. Остановить её смогла только 4-я ракетка мира Агнешка Радваньская. В апреле, пробившись через квалификацию на грунтовый турнир в Фесе смогла дойти до четвертьфинала. В июле испанская теннисистка сыграла на 100-тысячнике ITF в Бухаресте, где уступила соотечественнице Марие-Тересе Торро-Флор. Благодаря этому результату, Мугуруса впервые вошла в Топ-100 мирового рейтинга. В августе она дебютировала в основной сетке на турнирах серии Большого шлема, сыграв на Открытом чемпионате США, где в первом раунде проиграла Саре Эррани. Первый сезон в «элите» мирового тенниса Гарбинье завершила на 104-м месте в рейтинге.
В начале 2013 года Гарбинье вместе с Марией-Тересой Торро-Флор выигрывает первый титул WTA на парных соревнованиях в Хобарте. На дебютном Открытом чемпионате Австралии Мугуруса выходит во второй раунд, где ей досталась титулованная Серена Уильямс. В итоге американка выиграла с разгромным счётом 6-2, 6-0. В марте в Индиан-Уэлсе, куда она попала через квалификацию, Мугугруса сумела выйти в четвёртый раунд, где проиграла № 6 в мире на тот момент Анжелике Кербер. Такого же результата испанка добилась в Майами, где в третьем раунде выиграла 9-ю в мире Каролину Возняцки. Путь в четвертьфинал ей преградила № 5 в мире Ли На. В мае на Открытом чемпионате Франции она вышла во второй раунд, проиграв там № 18 Елене Янкович. В июне на травяном турнире в Хертогенбосе, куда она пробилась через квалификацию, Мугуруса впервые вышла в полуфинал. На Уимблдонском турнире она вышла во второй раунд. После турнира стало известно, что Гарбинье из-за травмы правой ноги перенесет операцию и пропустит остаток сезона.

### 2014—2015 (Финал на Уимблдоне)

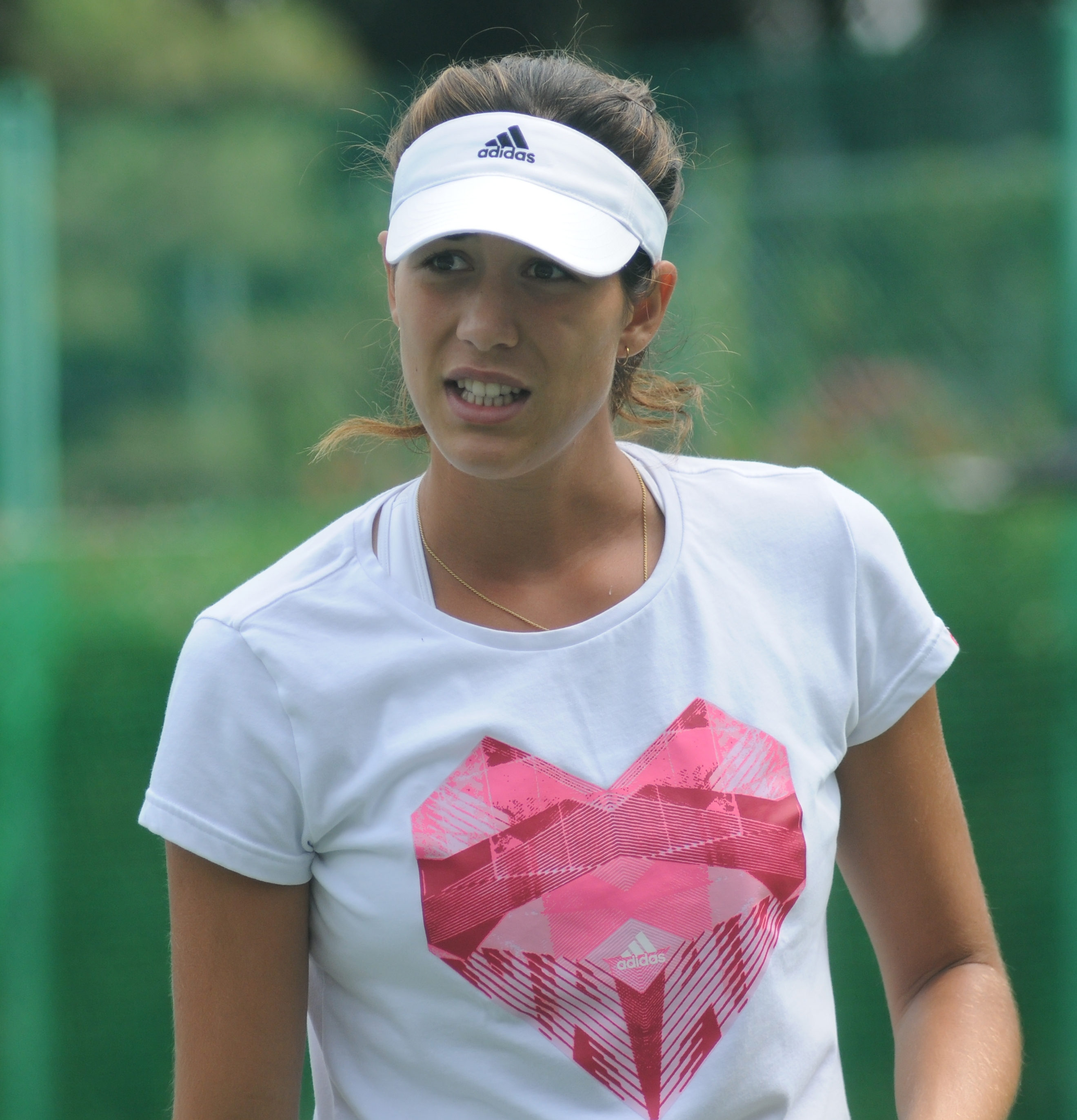
Мугуруса на турнире в Токио 2014 года

В начале 2014 года Мугуруса выходит в четвертьфинал турнира в Окленде, а затем на турнире в Хобарте завоевывает первый одиночный титул в карьере. На эти соревнования она пробилась через квалификационный отбор и выиграла для общего успеха 9 матчей подряд, не отдав соперницам ни одного сета и переиграв в финале чешку Клару Закопалову 6-4, 6-0. На Открытом чемпионате Австралии ей удается выступить улучшить своё достижение на Больших шлемах и выйти в четвёртый раунд, переиграв к тому же в третьем № 10 мирового рейтинга Каролину Возняцки 4-6 7-5 6-3. Путь в четвертьфинал испанской теннисистке преградила Агнешка Радваньская. В марте Мугуруса вышла в финал турнира во Флорианополисе, где у неё взяла реванш за поражение в финале турнира в Хобарте Клара Закопалова 4-6, 7-5, 6-0. В апреле на грунтовом турнире в
Марракеше Мугуруса выходит в полуфинал, а в парном разряде совместно с Роминой Опранди смогла выиграть титул.
На Открытом чемпионате Франции 2014 года Мугуруса смогла выступить успешно. В матче второго раунда она сотворила сенсацию, обыграв первую ракетку мира Серену Уильямс 6-2, 6-2. Затем выиграв ещё две встречи у Анны Каролины Шмидловой и Полин Пармантье впервые вышла в четвертьфинал турнира серии Большого шлема. На этой стадии она уступает россиянке Марии Шараповой 6-1 5-7 1-6, которая стала итоговой победительницей турнира. Успешно Мугуруса выступила и в парном разряде, сумев совместно Карлой Суарес Наварро выйти в стадию полуфинала. В июне на турнире в Хертогенбосе Мугуруса выходит в четвертьфинал, а на Уимблдонском турнире в первом же раунде проиграла в первом раунде Коко Вандевеге 3-6 6-3 5-7.
В июле Мугуруса выходит в четвертьфинал турнира в Станфорде, а также выиграла на нём парные соревнования (совместно с Суарес Наварро). Также до четвертьфинала она дошла за неделю до Большого шлема в Нью-Йорке на турнире в Нью-Хейвене. На самом Открытом чемпионате США Мугуруса проиграла уже в первом раунде хорватке Мирьяне Лучич-Барони. В сентябре Гарбинье вышла в полуфинал турнира в Токио, где проиграла Каролине Возняцки. В конце сезона сыграла на Турнире чемпионок WTA. На групповом этапе она выиграла все свои три матча (у Екатерины Макаровой, Флавии Пеннетты и Ализе Корне), но в полуфинале уступила Андрее Петкович. Сезон она закончила на 21-м месте в рейтинге.
В начале 2015 года Мугуруса выходит в четвертьфинал турнира в Сиднее, победив Сару Эррани (№ 14) и Агнешку Радваньская (№ 6). На Открытом чемпионате Австралии она вышла в четвёртый раунд, где проиграла Серене Уильямс, сумев взять первый сет 6-2 3-6 2-6. В феврале на турнире в Дубае Гарбинье выиграла в том числе трёх сеянных теннисисток: Елену Янкович, Агнешку Радваньскую и Карлу Суарес Наварро и вышла в полуфинал, где проиграла чешке Каролине Плишковой. Вплоть до Открытого чемпионата Франции Мугуруса выступала не очень стабильно, выбывая на стадиях первых раундов. Тем не менее на Ролан Гаррос ей удалось выйти в четвертьфинал второй год подряд. В июне на турнире в Бирмингеме вместе с Суарес Наварро выиграла парный титул. Самый главный успех ждал Мугурусу на Уимблдоне-2015. Неожиданно для многих 21-летняя Гарбинье смогла выйти в финал престижного турнира. Она стала первой представительницей Испании за последние 15 лет, кому удалось дойти до финала турнира серии Большого шлема в женском одиночном разряде (предыдущей финалисткой была Кончита Мартинес на Ролан-Гаррос 2000 года). В решающем матче за титул Мугуруса не смогла сотворить сенсацию и уступила первой ракетке мира Серене Уильямс. Этот результат позволяет ей впервые попасть в Топ-10 мирового рейтинга.
| Стадия  | Соперница (посев)        | Рейтинг | Счёт              |
| 1 раунд | Варвара Лепченко         | 40      | 6-4, 6-1          |
| 2 раунд | Мирьяна Лучич-Барони     | 54      | 6-3, 4-6, 6-2     |
| 3 раунд | Анжелика Кербер (10)     | 10      | 7-6(12), 1-6, 6-2 |
| 4 раунд | Каролина Возняцки (5)    | 5       | 6-4, 6-4          |
| 1/4     | Тимея Бачински (15)      | 15      | 7-5, 6-3          |
| 1/2     | Агнешка Радваньская (13) | 13      | 6-2, 3-6, 6-3     |
| Финал   | Серена Уильямс (1)       | 1       | 4-6, 4-6          |

Между Уимблдоном и Открытом чемпионатом США Мугуруса сыграла на двух турнирах без особых успехов. На Открытом чемпионате США выбыла уже на стадии второго раунда, проиграв Йоханне Конте. В сентябре в Токио её результатом стал четвертьфинал, а в парном разряде с Суарес Наварро она выиграла титул. На турнире в Ухане Гарбинье вышла в финал, победив в том числе № 9 Ану Иванович и № 13 Анжелику Кербер. В финале она проиграла американке Винус Уильямс, не сумев доиграть матч во втором сете. На турнире в Пекине Мугуруса уже не упустила возможность завоевать титул. В финале она обыграла Тимею Бачински 7-5 6-4. Попав на финальный турнир WTA, Мугуруса, которая набрала хорошую форму выиграла на групповом этапе все три матча (у Петры Квитовой, Анжелике Кербер и Луции Шафаржовой). Но в полуфинале она проиграла Агнешке Радваньской. В парном же разряде она была на шаг лучше. дойдя до финала в паре с Суарес Наварро. Успешный сезон для Мугурусы закончился на высокой итоговой третьей строчки в мировом рейтинге.

### 2016—2017 (два титула Большого шлема и № 1 в мире)
На первом в сезоне 2016 года турнире серии Большого шлема — Открытом чемпионате Австралии Мугуруса в третьем раунде проиграла чешке Барборе Стрыцовой со счётом 3-6, 2-6. В феврале она смогла сыграть в четвертьфинале турнира категории Премьер 5 в Дохе. В апреле Мугуруса помогла сборной Испании в плей-офф Кубка Федерации обыграть итальянок и выйти на следующий год в основной розыгрыш турнира. В мае Гарбинье доиграла до полуфинала Премьер турнира серии 5 в Риме. На Открытом чемпионате Франции Мугуруса смогла сыграть триумфально. 4 июня 2016 года Гарбинье Мугуруса завоевала первый титул на турнире «Большого шлема» в карьере, обыграв в финальном поединке первую ракетку мира Серену Уильямс (1) в двух партиях — 7-5, 6-4. Этот успех принёс Мугурусе первый титул Большого шлема и второе место в мировом рейтинге. Она стала первой представительницей Испании с 1998 года в женском одиночном теннисе, кто смог победить на турнире из серии Большого шлема.
| Стадия  | Соперница (посев)       | Рейтинг | Счёт        |
| 1 раунд | Анна Каролина Шмидлова  | 38      | 3-6 6-3 6-3 |
| 2 раунд | Миртиль Жорж (WC)       | 204     | 6-2 6-0     |
| 3 раунд | Янина Викмайер          | 54      | 6-3 6-0     |
| 4 раунд | Светлана Кузнецова (13) | 15      | 6-3 6-4     |
| 1/4     | Шелби Роджерс           | 108     | 7-5 6-3     |
| 1/2     | Саманта Стосур (21)     | 24      | 6-2 6-4     |
| Финал   | Серена Уильямс (1)      | 1       | 7-5 6-4     |

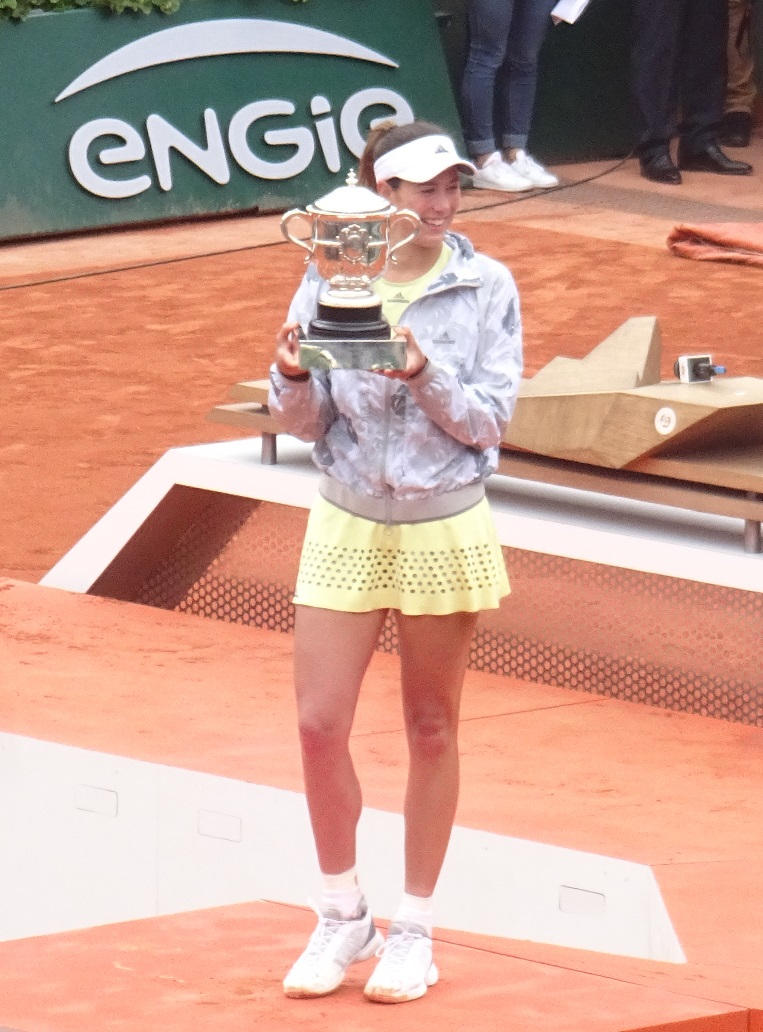
Мугуруса с главным призом Ролан Гаррос 2016 года

Защитить на Уимблдоне рейтинговые очки финала прошлого года Мугуруса не смогла. Проиграв во втором раунде, она опустилась на третье место рейтинга. На первых в карьере Олимпийских играх в Рио-де-Жанейро испанская теннисистка доиграла до третьего раунда, проиграв на этой стадии итоговой чемпионке Монике Пуиг. В парном разряде наигрываемая последний год команда Мугуруса и Суарес остановилась в четвертьфинале, проиграв также чемпионкам той Олимпиады Весниной и Макаровой. После выступления на Олимпиаде Мугуруса сыграла на турнире Премьер 5 в Цинциннати, где дошла до полуфинала. Открытый чемпионат США завершился для неё у же во втором раунде. осенью лучшими результатами Мугурусы были четвертьфиналы в Токио и Линце, а также третий раунд турнира высшей категории в Пекине. В Сингапуре на Итоговом турнире Мугуруса на групповом этапе допустила два поражения (от Каролины Плишковой и Агнешки Радваньской) и одержала одну победа над Светланой Кузнецовой — 3-6, 6-0, 6-1. В результате Гарбинье не вышла в полуфинал и завершила сезон на 7-м месте рейтинга.
2017 год Мугуруса начала с турнира в Брисбене, где обыграла в 1/4 финала № 9 в мире Светлану Кузнецову (7-5, 6-4). В полуфинале она не смогла доиграть матч против Ализе Корне из Франции. На Открытом чемпионате Австралии, одержав четыре победы (все в двух сетах) Мугуруса вышла в четвертьфинал Большого Шлема, где проиграла Коко Вандевеге — 4-6, 0-6. После выступления в Мельбурне Мугуруса сыграла за сборную в четвертьфинале Кубка Федерации против команды Чехии. Она выиграла у Барборы Стрыцовой, но проиграла Каролине Плишковой — 2-6, 2-6. Испания по итогу проиграла Чехии — 2:3.
После двух неудачных турниров в феврале Мугуруса добралась до четвертьфинала мартовского Премьер-турнира в Индиан-Уэлсе и четвёртого раунда следующего супер-турнира в Майами. При подготовке к защите титула Открытого чемпионата Франции она лучше всего сыграла в Риме, дойдя там да 1/2 финала. Выступления на Ролан Гаррос в этом сезоне закончились в четвёртом раунде, где действующую чемпионку переиграла Кристина Младенович. После неудачи на кортах Парижа Мугуруса сильно потеряла в рейтинге, опустившись с 5-й на 15-ю строчку.
В июне Мугуруса вышла в полуфинал в Бирмингеме. На главном травяном турнире — Уимблдоне Гарбинье Мугуруса великолепно выступила, отдав соперницам только один сет по ходу турнира и в решающем матче за титул 15 июля взяв верх над старшей из сестёр Уильямс — Винус со счётом 7-5, 6-0. Таким образом, испанка впервые в карьере стала чемпионкой на Уимблдонском турнире и завоевала свой второй титул на Больших шлемах. Также она стала единственной теннисисткой, которая смогла победить в финалах серии Большого шлема обеих сестёр Уильямс. Победа на Уимблдоне позволила Мугурусе вернуть место в топ-5.
| Стадия  | Соперница (посев)         | Рейтинг | Счёт        |
| 1 раунд | Екатерина Александрова    | 75      | 6-2 6-4     |
| 2 раунд | Янина Викмайер            | 96      | 6-2 6-4     |
| 3 раунд | Сорана Кырстя             | 63      | 6-2 6-2     |
| 4 раунд | Анжелика Кербер (1)       | 1       | 4-6 6-4 6-4 |
| 1/4     | Светлана Кузнецова (7)    | 8       | 6-3 6-4     |
| 1/2     | Магдалена Рыбарикова (PR) | 87      | 6-1 6-1     |
| Финал   | Винус Уильямс (10)        | 11      | 7-5 6-0     |

После Уимблдона Мугуруса продолжила хорошую серию. Она вышла в полуфинал турнира в Станфорде, затем дошла до четвертьфинала в Торонто, а после этого великолепно сыграла турнир в Цинциннати, став его победительницей. По ходу турнира она обыграла трёх теннисисток из топ-10, переиграв в 1/4 финала № 8 в мире Светлану Кузнецову (6-2, 5-7, 7-5), в 1/2 финала лидера рейтинга Каролину Плишкову (6-3, 6-2), а в финале разгромила вторую ракетку мира Симону Халеп со счётом 6-1, 6-0. 21 августа после триумфа в Цинциннати (Огайо, США), Гарбинье Мугуруса стала лидером Чемпионской гонки — 1 место в мире, переместившись с третьего места. Она потеснила Симону Халеп (Румыния, 2) и украинку Элину Свитолину (3). Рейтинг WTA Мугурусы на 21 августа стал третьим в мире.
Открытый чемпионат США завершился для Мугурусы в четвёртом раунде поражением от Петры Квитовой. Несмотря на этот факт, 11 сентября по итогам турнира Гарбинье Мугуруса впервые в своей карьере стала первой ракеткой мира. Она опередила Каролину Плишкову и Симону Халеп за счёт потери ими большого количества очков (870 и 420 соответственно). Представители одной страны Мугуруса и Надаль впервые за 14 лет одновременно возглавили мужской и женский рейтинги. Осенью Гарбинье вышла в 1/2 финала в Токио и в 1/4 в Ухане. 9 октября она потеряла звание первой в мире, пропустив на верх Симону Халеп и пробыв на вершине 4 недели. На итоговом турнире испанская теннисистка в своей группе проиграла Винус Уильямс и Каролине Плишковой и победила Елену Остапенко, не сумев выйти из группы. Успешный сезон она завершила на втором месте в мировом рейтинге.

### 2018—2020 (финал в Австралии)

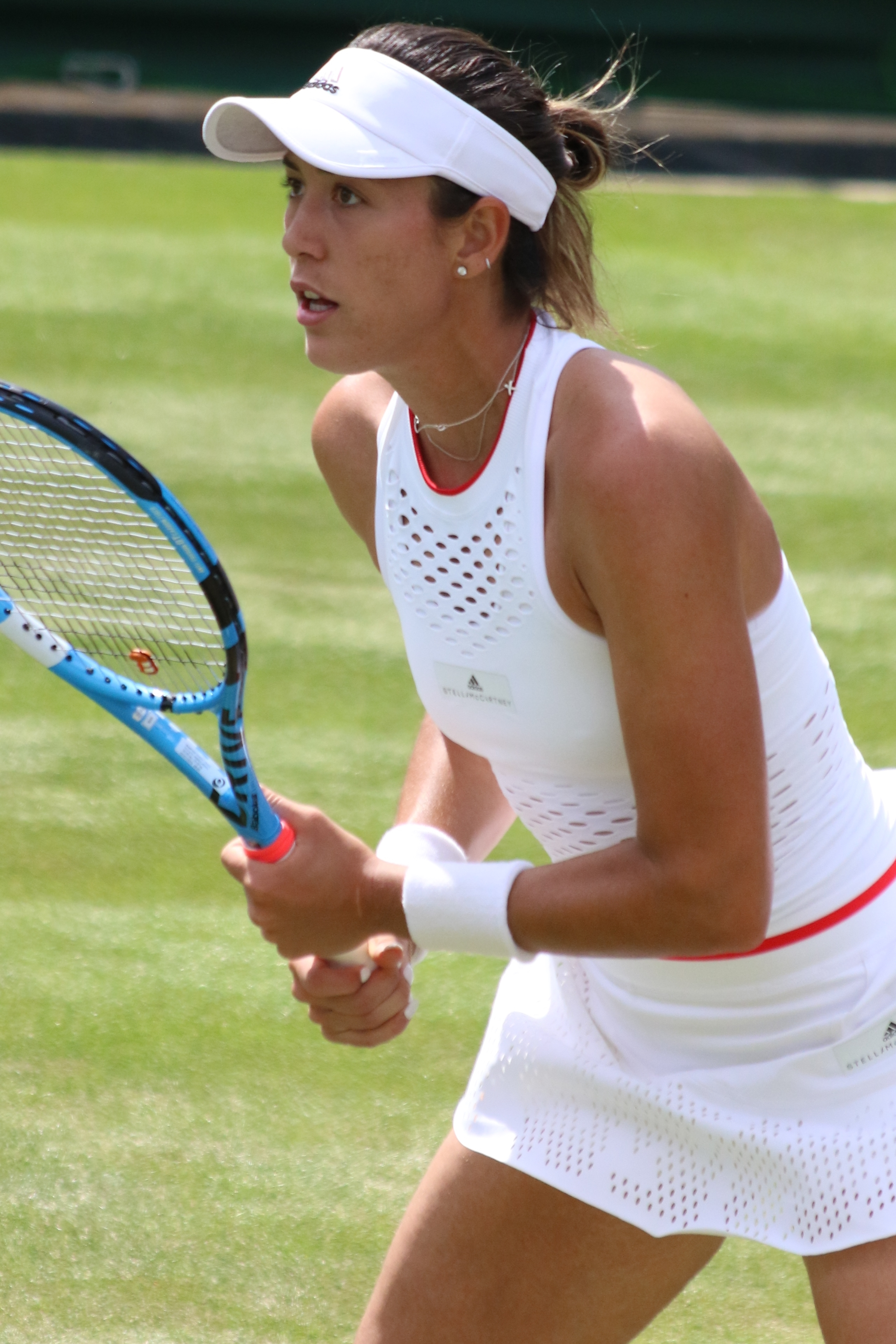
Мугуруса на Уимблдоне 2019 года

В январе 2018 года на турнире в Сиднее Гарбинье дошла до четвертьфинала, где отказалась от дальнейшего участия в турнире. На Открытом чемпионате Австралии Мугуруса, 3-я сеянная, не смогла обыграть Се Шувэй и не прошла дальше второго круга. В феврале на Премьер-турнире в Катаре она дошла до финала, где уступила Петре Квитовой (6-3, 3-6, 4-6), а неделей позже на теннисном чемпионате Дубая сыграла в полуфинале, где уступила Дарье Касаткиной. В апреле испанская спортсменка выиграла первый титул в сезоне, успешно проведя турнир в Монтеррее. В решающем матче она оказалась сильнее венгерки Тимеи Бабош — 3-6, 6-4, 6-3.
Грунтовая часть сезона прошла без значимых результатов, но на главном турнире этой части сезона — Открытом чемпионате Франции Мугуруса дошла до полуфинала, в котором проиграла румынке Симоне Халеп. Уимблдон и Открытый чемпионат США завершились для неё уже во втором раунде и Мугуруса покинула пределы топ-10 одиночного рейтинга. В октябре она пробилась в полуфинал турнира в Гонконге, но проиграла китаянке Ван Цян. В конце сезона она сыграла на втором по значимости итоговом турнире — Трофей элиты WTA, где смогла выйти в полуфинал.
Открытый чемпионат Австралии 2019 года принёс Мугурусе выход в четвёртый раунд. Затем на турнире в Хуахине Гарбинье смогла дойти до четвертьфинала, где проиграла украинке Даяне Ястремской. В марте на престижном турнире в Индиан-Уэлсе она дошла до 1/4 финала, пройдя по пути двух теннисисток из топ-10 (Серену Уильямс и Кики Бертенс), но пропустила дальше свою соперницу Бьянку Андрееску. В апреле 2019 года Гарбинье принимала участие в Открытом чемпионате Монтеррея, где дошла до финала и обыграла теннисистку из Беларуси Викторию Азаренко в двух сетах, при этом первый сет остался за испанкой 6-1, во втором Азаренко снялась после счёта 3-1 в пользу Мугурусы. Этот титул стал вторым подряд на этом турнире для испанской теннисистки.
На кортах Ролан Гаррос Мугуруса в третьем раунде смогла нанести поражение № 9 в мире Элине Свитолиной, но в четвёртом проиграла Слоан Стивенс. Во второй части сезона она играла крайне неудачно, выиграв всего один матч за шесть турниров и скатилась на 36-е место по итогам сезона.
С ноября 2019 года Мугурусу стала тренировать известная испанская теннисистка 1990-х годов Кончита Мартинес. Их сотрудничество начало приносить свои плоды уже в январе 2020 года. Мугуруса начала сезон с выхода в полуфинал на турнире в Шэньчжэне. Затем она вышла в четвертьфинал в Хобарте, а после этого великолепно сыграла на Открытом чемпионате Австралии. Мугуруса смогла в четвёртый раз за карьеру дойти до финала серии Большого шлема, обыграв среди прочих трёх игроков из топ-10. В решающем матче за титул она не смогла одолеть молодую американку Софию Кенин. Мугуруса стала первой с 1998 года испанкой, которая дошла до финала Открытого чемпионата Австралии в одиночном разряде (в конце XX века это удалось Кончите Мартинес).
| Стадия  | Соперница (посев)           | Рейтинг | Счёт        |
| 1 раунд | Шелби Роджерс (Q)           | 155     | 0-6 6-1 6-0 |
| 2 раунд | Айла Томлянович             | 52      | 6-3 3-6 6-3 |
| 3 раунд | Элина Свитолина (5)         | 5       | 6-1 6-2     |
| 4 раунд | Кики Бертенс (9)            | 10      | 6-3 6-3     |
| 1/4     | Анастасия Павлюченкова (30) | 30      | 7-5 6-3     |
| 1/2     | Симона Халеп (4)            | 3       | 7-6(8) 7-5  |
| Финал   | София Кенин (14)            | 15      | 6-4 2-6 2-6 |

В феврале на ближневосточных турнирах в Дубае и Дохе Мугуруса доходила до четвертьфиналов. После паузы в сезоне 2020 года она выступила на Открытом чемпионате США, но не смогла пройти дальше второго раунда. Затем она хорошо сыграла на Премьер-турнире в Риме, выйдя в полуфинал. На Ролан Гаррос её результатом стал третий раунд.

### 2021
В начале февраля 2021 года, перед стартом Открытого чемпионата Австралии, Гарбинье дошла до финала на турнире WTA-500 в Мельбурне. В финале она уступила австралийской теннисистке Эшли Барти, а по ходу соревнования сумела обыграть таких теннисисток как Маркету Вондроушову, Софию Кенин и Анастасию Павлюченкову. 13 марта выиграла турнир в Дубае.
18 ноября Мугуруса впервые в карьере выиграла Итоговый турнир WTA в Гвадалахаре, обыграв в финале Анетт Контавейт. Она стала первой испанкой, которой покорился этот турнир.
Мугуруса официально объявила о завершении теннисной карьеры 20 апреля 2024 в возрасте 30 лет, завершив 12-летнюю карьеру. 

## Итоговое место в рейтинге WTA по годам
| Год  | Одиночный рейтинг | Парный рейтинг |
| 2023 | 1056              |                |
| 2022 | 55                |                |
| 2021 | 3                 | 585            |
| 2020 | 15                | 503            |
| 2019 | 36                | 480            |
| 2018 | 18                | 493            |
| 2017 | 2                 | 466            |
| 2016 | 7                 | 387            |
| 2015 | 3                 | 16             |
| 2014 | 21                | 16             |
| 2013 | 64                | 153            |
| 2012 | 104               | 1 019          |
| 2011 | 249               | 783            |
| 2010 | 432               |                |
| 2009 | 687               |                |

## Выступления на турнирах

### Финалы турниров Большого шлема в одиночном разряде (4)

##### Победы (2)
| №  | Год  | Турнир                     | Покрытие | Соперница в финале | Счёт    |
| 1. | 2016 | Открытый чемпионат Франции | Грунт    | Серена Уильямс     | 7-5 6-4 |
| 2. | 2017 | Уимблдонский турнир        | Трава    | Винус Уильямс      | 7-5 6-0 |

#### Поражения (2)
| №  | Год  | Турнир                       | Покрытие | Соперница в финале | Счёт        |
| 1. | 2015 | Уимблдонский турнир          | Трава    | Серена Уильямс     | 4-6 4-6     |
| 2. | 2020 | Открытый чемпионат Австралии | Хард     | София Кенин        | 6-4 2-6 2-6 |

### Финалы Итоговых турнировWTAв одиночном разряде (1)

#### Победа (1)
| №  | Год  | Турнир               | Покрытие | Соперница в финале | Счёт    |
| 1. | 2021 | Гвадалахара, Мексика | Хард     | Анетт Контавейт    | 6-3 7-5 |

### Финалы турнировWTAв одиночном разряде (17)

#### Победы (10)
| Легенда:                                   |
| ------------------------------------------ |
| Турниры Большого шлема (2)*                |
| Олимпиада (0)                              |
| Итоговый турнир WTA (1)                    |
| Premier Mandatory / WTA 1000 Mandatory (1) |
| Premier 5 / WTA 1000 (2)                   |
| Premier / WTA 500 (1+3)                    |
| International / WTA 250 (3+2)              |

| Титулы по покрытиям | Титулы по месту проведения матчей турнира |
| ------------------- | ----------------------------------------- |
| Хард (8+3)*         | Зал (0)                                   |
| Грунт (1+1)         | Зал (0)                                   |
| Трава (1+1)         | Открытый воздух (10+5)                    |
| Ковёр (0)           | Открытый воздух (10+5)                    |

* количество побед в одиночном разряде + количество побед в парном разряде.
| №   | Дата            | Турнир                     | Покрытие | Соперница в финале | Счёт            |
| 1.  | 11 января 2014  | Хобарт, Австралия          | Хард     | Клара Закопалова   | 6-4 6-0         |
| 2.  | 11 октября 2015 | Пекин, Китай               | Хард     | Тимея Бачински     | 7-5 6-4         |
| 3.  | 4 июня 2016     | Открытый чемпионат Франции | Грунт    | Серена Уильямс     | 7-5 6-4         |
| 4.  | 15 июля 2017    | Уимблдон                   | Трава    | Винус Уильямс      | 7-5 6-0         |
| 5.  | 20 августа 2017 | Цинциннати, США            | Хард     | Симона Халеп       | 6-1 6-0         |
| 6.  | 8 апреля 2018   | Монтеррей, Мексика         | Хард     | Тимея Бабош        | 3-6 6-4 6-3     |
| 7.  | 7 апреля 2019   | Монтеррей, Мексика (2)     | Хард     | Виктория Азаренко  | 6-1 3-1 — отказ |
| 8.  | 13 марта 2021   | Дубай, ОАЭ                 | Хард     | Барбора Крейчикова | 7-6(6) 6-3      |
| 9.  | 3 октября 2021  | Чикаго, США                | Хард     | Онс Жабёр          | 3-6 6-3 6-0     |
| 10. | 17 ноября 2021  | Итоговый турнир WTA        | Хард     | Анетт Контавейт    | 6-3 7-5         |

#### Поражения (7)
| №  | Дата            | Турнир                       | Покрытие | Соперница в финале | Счёт            |
| 1. | 1 марта 2014    | Флорианополис, Бразилия      | Хард     | Клара Закопалова   | 6-4 5-7 0-6     |
| 2. | 11 июля 2015    | Уимблдон                     | Трава    | Серена Уильямс     | 4-6 4-6         |
| 3. | 3 октября 2015  | Ухань, Китай                 | Хард     | Винус Уильямс      | 3-6 0-3 — отказ |
| 4. | 18 февраля 2018 | Доха, Катар                  | Хард     | Петра Квитова      | 6-3 3-6 4-6     |
| 5. | 1 февраля 2020  | Открытый чемпионат Австралии | Хард     | София Кенин        | 6-4 2-6 2-6     |
| 6. | 7 февраля 2021  | Мельбурн, Австралия          | Хард     | Эшли Барти         | 6-7(3) 4-6      |
| 7. | 6 марта 2021    | Доха, Катар (2)              | Хард     | Петра Квитова      | 2-6 1-6         |

### Финалы турнировITFв одиночном разряде (13)

#### Победы (7)
| Легенда:         |
| ---------------- |
| 100.000 USD (0)* |
| 75.000 USD (0)   |
| 50.000 USD (0)   |
| 25.000 USD (3)   |
| 10.000 USD (4+1) |

| Титулы по покрытиям | Титулы по месту проведения матчей турнира |
| ------------------- | ----------------------------------------- |
| Хард (3+1)*         | Зал (0)                                   |
| Грунт (4)           | Зал (0)                                   |
| Трава (0)           | Открытый воздух (7+1)                     |
| Ковёр (0)           | Открытый воздух (7+1)                     |

* количество побед в одиночном разряде + количество побед в парном разряде.
| №  | Дата            | Турнир                      | Покрытие | Соперница в финале  | Счёт              |
| 1. | 20 декабря 2009 | Винарос, Испания            | Грунт    | Эма Бургич          | 6-2 3-0 — отказ   |
| 2. | 14 февраля 2010 | Мальорка, Испания           | Грунт    | Катажина Кава       | 3-6 6-2 6-0       |
| 3. | 24 апреля 2011  | Торрент, Испания            | Грунт    | Марина Хираль Лорес | 6-1 6-3           |
| 4. | 19 июня 2011    | Монтемор-у-Нову, Португалия | Хард     | Андреа Гамис        | 6-4 6-4           |
| 5. | 17 июля 2011    | Касерес, Испания            | Хард     | Чагла Бююкакчай     | 6-4 6-3           |
| 6. | 13 ноября 2011  | Беникарло, Испания          | Грунт    | Елица Костова       | 7-6(3) 6-7(4) 6-3 |
| 7. | 18 марта 2012   | Клирвотер, США              | Хард     | Грейс Мин           | 6-0 6-1           |

#### Поражения (6)
| №  | Дата             | Турнир               | Покрытие | Соперница в финале      | Счёт           |
| 1. | 17 мая 2009      | Анталья, Турция      | Грунт    | Аманда Каррерас         | 5-7 5-7        |
| 2. | 7 февраля 2010   | Мальорка, Испания    | Грунт    | Виктория Каменская      | 6-7(4) 6-3 2-6 |
| 3. | 27 марта 2011    | Анталья, Турция      | Грунт    | Река-Луца Яни           | 2-6 1-6        |
| 4. | 25 июня 2011     | Алкобаса, Португалия | Хард     | Виктория Ларрьер        | 3-6 6-3 3-6    |
| 5. | 18 сентября 2011 | Местре, Испания      | Грунт    | Мона Бартель            | 5-7 2-6        |
| 6. | 22 июля 2012     | Бухарест, Румыния    | Грунт    | Мария Тереса Торро Флор | 3-6 6-4 4-6    |

### Финалы Итогового чемпионатаWTAв парном разряде (1)

#### Поражения (1)
| №  | Год  | Место    | Покрытие   | Партнёрша            | Соперницы в финале        | Счёт    |
| 1. | 2015 | Сингапур | Хард (зал) | Карла Суарес Наварро | Саня Мирза Мартина Хингис | 0-6 3-6 |

### Финалы турнировWTAв парном разряде (10)

#### Победы (5)
| №  | Дата             | Турнир                    | Покрытие | Партнёрша               | Соперницы в финале                | Счёт           |
| 1. | 12 января 2013   | Хобарт, Австралия         | Хард     | Мария Тереса Торро Флор | Тимея Бабош Мэнди Минелла         | 6-3 7-6(5)     |
| 2. | 27 апреля 2014   | Марракеш, Марокко         | Грунт    | Ромина Опранди          | Марина Заневская Катажина Питер   | 4-6 6-2 [11-9] |
| 3. | 3 августа 2014   | Станфорд, США             | Хард     | Карла Суарес Наварро    | Паула Каня Катерина Синякова      | 6-2 4-6 [10-5] |
| 4. | 21 июня 2015     | Бирмингем, Великобритания | Трава    | Карла Суарес Наварро    | Андреа Главачкова Луция Градецкая | 6-4 6-4        |
| 5. | 27 сентября 2015 | Токио, Япония             | Хард     | Карла Суарес Наварро    | Чжань Хаоцин Чжань Юнжань         | 7-5 6-1        |

#### Поражения (5)
| №  | Дата             | Турнир              | Покрытие   | Партнёрша            | Соперницы в финале               | Счёт              |
| 1. | 11 мая 2014      | Мадрид, Испания     | Грунт      | Карла Суарес Наварро | Роберта Винчи Сара Эррани        | 4-6 3-6           |
| 2. | 21 сентября 2014 | Токио, Япония       | Хард       | Карла Суарес Наварро | Кара Блэк Саня Мирза             | 2-6 5-7           |
| 3. | 21 февраля 2015  | Дубай, ОАЭ          | Хард       | Карла Суарес Наварро | Тимея Бабош Кристина Младенович  | 3-6 2-6           |
| 4. | 9 мая 2015       | Мадрид, Испания (2) | Грунт      | Карла Суарес Наварро | Кейси Деллакква Ярослава Шведова | 3-6 7-6(4) [5-10] |
| 5. | 1 ноября 2015    | Финал тура WTA      | Хард (зал) | Карла Суарес Наварро | Саня Мирза Мартина Хингис        | 0-6 3-6           |

### Финалы турнировITFв парном разряде (2)

#### Победы (1)
| №  | Дата            | Турнир                             | Покрытие | Партнёрша     | Соперницы в финале   | Счёт    |
| 1. | 11 октября 2009 | Лес-Франкесес-дель-Вальес, Испания | Хард     | Химена Эрмосо | Ефрат Мишор Анна Цая | 6-2 6-2 |

#### Поражения (1)
| №  | Дата             | Турнир          | Покрытие | Партнёрша     | Соперницы в финале              | Счёт    |
| 1. | 20 сентября 2009 | Лерида, Испания | Грунт    | Химена Эрмосо | София Квацабая Августа Цыбышева | 3-6 2-6 |

## История выступлений на турнирах
По состоянию на 11 декабря 2023 года
Для того, чтобы предотвратить неразбериху и удваивание счета, информация в этой таблице корректируется только по окончании участия там данного игрока.
| Турнир                              | 2012  | 2013          | 2014          | 2015          | 2016   | 2017          | 2018          | 2019          | 2020          | 2021          | 2022          | 2023          | Итог   | В/П за карьеру |
| ----------------------------------- | ----- | ------------- | ------------- | ------------- | ------ | ------------- | ------------- | ------------- | ------------- | ------------- | ------------- | ------------- | ------ | -------------- |
| Турниры Большого шлема              |       |               |               |               |        |               |               |               |               |               |               |               |        |                |
| Открытый чемпионат Австралии        | -     | 2Р            | 4Р            | 4Р            | 3Р     | 1/4           | 2Р            | 4Р            | Ф             | 4Р            | 2Р            | 1Р            | 0 / 11 | 27-11          |
| Открытый чемпионат Франции          | К     | 2Р            | 1/4           | 1/4           | П      | 4Р            | 1/2           | 4Р            | 3Р            | 1Р            | 1Р            | -             | 1 / 10 | 29-9           |
| Уимблдонский турнир                 | К     | 2Р            | 1Р            | Ф             | 2Р     | П             | 2Р            | 1Р            | НП            | 3Р            | 1Р            | -             | 1 / 9  | 18-8           |
| Открытый чемпионат США              | 1Р    | -             | 1Р            | 2Р            | 2Р     | 4Р            | 2Р            | 1Р            | 2Р            | 4Р            | 3Р            | -             | 0 / 10 | 12-10          |
| Итог                                | 0 / 1 | 0 / 3         | 0 / 4         | 0 / 4         | 1 / 4  | 1 / 4         | 0 / 4         | 0 / 4         | 0 / 3         | 0 / 4         | 0 / 4         | 0 / 1         | 2 / 40 |                |
| В/П в сезоне                        | 0-1   | 3-3           | 7-4           | 14-4          | 11-3   | 17-3          | 8-4           | 6-4           | 9-3           | 8-4           | 3-4           | 0-1           |        | 86-38          |
| Олимпийские игры                    |       |               |               |               |        |               |               |               |               |               |               |               |        |                |
| Летняя олимпиада                    | -     | Не проводился | Не проводился | Не проводился | 3Р     | Не проводился | Не проводился | Не проводился | Не проводился | 1/4           | Не проводился | Не проводился | 0 / 2  | 5-2            |
| Итоговые турниры                    |       |               |               |               |        |               |               |               |               |               |               |               |        |                |
| Итоговый турнир WTA                 | -     | -             | -             | 1/2           | Группа | Группа        | -             | -             | НП            | П             | НП            | -             | 1 / 4  | 9-6            |
| Турнир чемпионок WTA / Трофей элиты | -     | -             | 1/2           | -             | -      | -             | 1/2           | -             | Не проводился | Не проводился | Не проводился | -             | 0 / 2  | 5-2            |

К — проигрыш в квалификационном турнире.
| Турнир                       | 2013          | 2014          | 2015          | 2016  | 2021  | Итог   | В/П за карьеру |
| ---------------------------- | ------------- | ------------- | ------------- | ----- | ----- | ------ | -------------- |
| Турниры Большого шлема       |               |               |               |       |       |        |                |
| Открытый чемпионат Австралии | -             | 2Р            | 2Р            | -     | -     | 0 / 2  | 2-2            |
| Открытый чемпионат Франции   | 1Р            | 1/2           | 1Р            | -     | -     | 0 / 3  | 4-3            |
| Уимблдонский турнир          | 1Р            | 3Р            | 2Р            | -     | -     | 0 / 3  | 3-3            |
| Открытый чемпионат США       | -             | 3Р            | 2Р            | -     | -     | 0 / 2  | 3-2            |
| Итог                         | 0 / 2         | 0 / 4         | 0 / 4         | 0 / 0 | 0 / 0 | 0 / 10 |                |
| В/П в сезоне                 | 0-2           | 9-4           | 3-4           | 0-0   | 0-0   |        | 12-10          |
| Олимпийские игры             |               |               |               |       |       |        |                |
| Летняя олимпиада             | Не проводился | Не проводился | Не проводился | 1/4   | 2Р    | 0 / 2  | 3-2            |
| Итоговые турниры             |               |               |               |       |       |        |                |
| Итоговый турнир WTA          | -             | 1/4           | Ф             | -     | -     | 0 / 2  | 3-3            |